# Rita Gilfillan
Rita Gilfillan (Ermelo (Transvaal), 1941) is een Zuid-Afrikaanse schrijfster die schrijft in het Afrikaans.
Ze was woonachtig in Durban, waar zij als docent werkzaam was aan de Universiteit van Durban-Westville. Thans woonachtig in Stellenbosch. Ze debuteerde in 1989 met de verhalenbundel Van stiltes en stemme. Haar tweede bundel is Die vrank smaak van frambose (1993). De meeste verhalen gaan over vrouwen die zich in een positie bevinden waar de waarheid over hun gevoelens verzwegen wordt. Aan de lezer is de taak de waarheid te ontdekken aan de hand van de draden die de schrijfster aanreikt als een Ariadne. In 1995 verschijnt Die verhaal van 'n vrou, 'n leeu en 'n hoenderhen en in 1997 Pouoogmot.
- Virtual International Authority File: 93149617155303752292
- WorldCat: E39PBJjHfWV4wvwkrpkMCJXPQq